# Dylan Robert
Pour les articles homonymes, voir Robert.
Dylan Robert, né le 10 mars 2000 dans le 3e arrondissement de Marseille, est un acteur français.

## Biographie
Il grandit dans le quartier marseillais de la Belle de Mai. Il explique que c'est « là où le vol à l'arraché est basique, là où y a le plus de vice. Et moi, j'en ai pris un peu du vice ». Dylan Robert pensait devenir carreleur. Il abandonne sa scolarité à douze ans, faisant semblant d'aller en cours.
Alors qu'il est incarcéré pour des faits de délinquance, une éducatrice lui parle d'une audition du réalisateur Jean-Bernard Marlin pour la distribution de rôles du film Shéhérazade. Selon lui, le film alors en projet a été « un bon dossier devant le juge ». Durant tout le tournage, un éducateur pénitentiaire l'accompagne. Dylan Robert effectue plusieurs séances d'orthophonie avant le tournage. Il obtient à 18 ans le César du meilleur espoir masculin pour le film Shéhérazade.
Depuis le tournage de celui-ci, il a joué dans plusieurs courts-métrages Lovers et Bonsoir jeune homme et dans la série Vampires de Netflix mis en ligne en mars 2020.

## Affaires judiciaires

### Vols avec violence
Dans le cadre de l'enquête sur le braquage d'un restaurant de Marseille en 2018, il est interpellé le 24 janvier 2020 à la gare de Marseille-Saint-Charles puis placé en détention provisoire à la prison des Baumettes,,. Après être passé par le centre pénitentiaire de Draguignan, Dylan Robert est libéré en février 2021 par un juge qui le place sous contrôle judiciaire dans l'attente de son procès prévu en 2022,.
Il est incarcéré le 5 janvier 2022 après avoir reconnu deux vols avec violence à Gardanne et Peypin en mars et mai 2021 et condamné le 31 janvier 2022 par le tribunal correctionnel d'Aix-en-Provence à trente mois de prison.
Il est condamné le vendredi 15 mars 2024 à quatre ans d'emprisonnement dont trois ans fermes et un an avec sursis probatoire pendant deux ans avec mandat de dépôt pour des délits d'arrachage de colliers commis entre avril et juillet 2019.
Le 14 mars 2025, il est à nouveau condamné par le tribunal correctionnel de Marseille à quatre ans d'emprisonnement, dont trois ans ferme et un an avec sursis probatoire pendant deux ans, avec mandat de dépôt pour « vol avec violence » pour le violent car-jacking de 2018 avec arme à feu, coup de pied et coup de crosse

### Mise en examen pour assassinat en bande organisée et tentative d'assassinat
Mi-novembre 2023, il est mis en examen pour assassinat et tentative d'assassinat. Il est suspecté d'être le conducteur du scooter à partir duquel ont été tirés les coups de feu qui ont tué un adolescent de 14 ans, cité des Marronniers le 18 août 2021.

## Filmographie

### Cinéma
- 2018 : Shéhérazade de Jean-Bernard Marlin : Zachary
- 2020 : Bonsoir jeune homme de François Darietto et Philippe Geoni (court-métrage)
- 2020 : Lovers d'Alexandre Brisa (court-métrage)
- 2020 : Battle Bordel d'Alexandre Laugier et Sabry Jarod : Dylan
- 2020 : ADN de Maïwenn : Kevin
- 2020 : Le Sang appelle le sang de Soso Maness
- 2022 : Grand Marin de  Dinara Droukarova : Simon
- 2022 : Mastemah de Didier D. Daarwin : Elias
- 2023 : Sur les chemins noirs de Denis Imbert : un randonneur

### Télévision
- 2020 : Vampires de Benjamin Dupas (série tv) : Nacer

### Clips
- 2018 : Dalida de Soolking sur l'album Fruit du démon
- 2019 : L'Odeur du charbon de Dosseh, avec le rappeur Maes, sur l'album Summer Crack, vol. 4

## Distinctions

### Récompense
- César 2019 : César du meilleur espoir masculin pour le film Shéhérazade sorti en 2018.

### Nomination
- Prix Lumières 2019 : Lumière de la révélation masculine pour Shéhérazade[14]